# Hallowed Ground (Album)
Hallowed Ground ist das zweite Studioalbum der Band Violent Femmes; es erschien im Juni 1984. Die meisten Stücke des Albums wurden vom Sänger der Band, Gordon Gano, bereits einige Jahre zuvor geschrieben. Das Album unterscheidet sich deutlich vom poppigen und rockigen Debüt der Band, sind doch viele Stücke von Country-Musik beeinflusst, einige sehr düster und andere haben christlich-religiöse Themen. Als Hallowed Ground erschien, waren die Reaktionen von Fans und Musikkritik gespalten, und nicht wenige glaubten, Ganos stark religiös gefärbte Texte seien ironisch gemeint.

## Hintergründe
Brian Ritchie erklärte zu den Anfängen der Band: „Von Anfang an gab es bereits sämtliche Stücke für beide Alben. Das heißt, theoretisch hätten wir auch Hallowed Ground zuerst aufnehmen - oder alle Songs auf eine Doppel-LP packen können. Wir haben uns aber ganz bewusst dafür entschieden, die erste Platte mit Popsongs zu machen und dann die Leute mit Hallowed Ground zu verwirren. Eine schlaue kommerzielle Strategie sieht natürlich anders aus, aber vielleicht ist eben das der Grund dafür, dass wir als Band langlebig sind.“ Country Death Song war das erste Stück, welches Gano Ritchie vorspielte, nachdem sich die beiden auf der Highschool kennengelernt hatten.

## Christliche Themen
Als Hallowed Ground erschien, hielten manche die religiös-christlichen Texte einiger Stücke für Ironie – und das obgleich Gordon Gano tiefgläubiger Baptist ist. Victor de Lorenzo und Brian Ritchie, die beiden anderen Mitglieder der Band, waren Atheisten und weigerten sich anfangs, die religiösen Stücke zu spielen, gaben dann aber nach. Gano erklärte dazu 1989: „Brian war damals ganz hart gegen alles Christliche eingestellt und sagte, er wolle nicht in einer Band spielen, die etwas zum Ausdruck bringt, das ihm grundsätzlich gegen den Strich geht.“

## Weitere beteiligte Musiker
Der Avantgarde-Musiker John Zorn spielte für das Stück Black Girls Saxophon und Klarinette, und die Horns of Dilemma, die auch auf weiteren Femmes-Alben zu hören sind, steuerten erstmals mehrere Bläserparts bei.

## Gestaltung der Plattenhülle
Das Album-Cover entstand unter Verwendung eines Fotos, welches eine Skulptur der Künstlerin Mary Nohl zeigt.

## Kritiken bei Erscheinen
AllMusic gab Hallowed Ground 4.5 von 5 Sternen und bezeichnete das Album als „eine Teufelsaustreibung mit Höllenfeuer und Schwefel, die Kritik und Fans gleichermaßen fesselte wie erregte“. Robert Christgau missfiel das Album. Er schrieb: „Jede Melodie, bei der man auf dem Folgealbum mitsummen mag, wurde bereits Generationen zuvor erfunden - und von besseren Leuten als ihm (Gano)“. Außerdem kritisierte Christgau das Lied Black Girls als rassistisch und homophob.

## Spätere Reaktionen
Für den Orlando Weekly ist das Album sowohl unterbewertet als auch umstritten. Die Phoenix New Times nannte Hallowed Ground „das musikalisch beste Album der Band“ und einen frühen Vorläufer der Alternative-Country-Bewegung.
Brian Ritchie sagte 2018 in einem Interview:

„Die Leute haben es gehasst. Sie haben es gehasst, weil da ein paar christliche Somgs dabei sind. Gordons Vater war Pfarrer, und ihm bedeutete das was. Vic und ich waren nicht gläubig, aber wir fanden es lustig, solche Lieder vor einem Publikum aus Punks zu spielen und sie damit hochzunehmen. Für mich ist es vielmehr Punk, wenn man die Erwartungen des Publikums unterläuft, statt einfach das zu spielen, was es hören will. So haben wir aber viele Fans verloren.“

Brian Ritchie zufolge ist Hallowed Ground, das Lieblingsalbum der Band, und für ihn ist Never Tell der Violent-Femmes-Song, den er noch immer am liebsten spielt.

## Titelliste
| Nr.          | Titel                                 | Länge |
| ------------ | ------------------------------------- | ----- |
| 1.           | Country Death Song                    | 5:02  |
| 2.           | I Hear the Rain                       | 1:32  |
| 3.           | Never Tell                            | 7:10  |
| 4.           | Jesus Walking on the Water            | 3:07  |
| 5.           | I Know It’s True but I’m Sorry to Say | 5:05  |
| 6.           | Hallowed Ground                       | 4:18  |
| 7.           | Sweet Misery Blues                    | 2:51  |
| 8.           | Black Girls                           | 5:41  |
| 9.           | It’s Gonna Rain                       | 4:11  |
| Gesamtlänge: | Gesamtlänge:                          | 38:57 |

## Musiker

### Violent Femmes
- Gordon Gano – Gesang, Akustische Gitarre (1, 2, 4, 7, 9), E-Gitarre (3, 5, 6, 8), Geige (4)
- Brian Ritchie – Akustische Bassgitarre (1, 2, 4, 7, 9), Elektrobass (3, 5, 6, 8), Slide-Bass (8), Celesta (5), Marimba (2), Maultrommel (8), Gesang (2, 3, 6, 7, 8, 9)
- Victor DeLorenzo – Akustisches und elektronisches Schlagzeug (1, 3, 5, 6, 8, 9), Perkussionsinstrumente (8), Gesang (auf allen Stücken außer 1)

### Weitere Musiker
- Mark Van Hecke – Klavier auf Hallowed Ground und It's Gonna Rain, Orgel auf I Know That It's True but I'm Sorry to Say
- Tony Trischka – Banjo auf Country Death Song und It's Gonna Rain
- Christina Houghton – Autoharp auf Jesus Walking on the Water
- Peter Balestrieri – Gesang auf Jesus Walking on the Water, Tenorsaxofon auf Black Girls, Harmonika auf It's Gonna Rain
- Cynthia Gano Lewis – Gesang auf Jesus Walking on the Water
- Drake Scott – Kornett auf Black Girls, Barockposaune auf Sweet Misery Blues
- John Zorn – Altsaxophon und Klarinette auf Black Girls
- John Tanner – Klarinette auf Sweet Misery Blues
- Horns of Dilemma – Klarinette und Posaune

### Produktion
- Mark Van Hecke – Produzent
- John Tanner – Toningenieur
- Warren Bruleigh – Toningenieur